# Lali Espósito
 (février 2020).
Si vous disposez d'ouvrages ou d'articles de référence ou si vous connaissez des sites web de qualité traitant du thème abordé ici, merci de compléter l'article en donnant les références utiles à sa vérifiabilité et en les liant à la section « Notes et références ».
Mariana Espósito, dite Lali Espósito ou simplement Lali, est une actrice, chanteuse et compositrice argentine, née à Buenos Aires le 10 octobre 1991.
Elle a commencé sa carrière en 2003, quand elle a été choisie pour la telenovela Rincón de luz, créée et produite par Cris Morena. Elle a joué dans d'autres telenovela pour jeunes comme Chiquititas et Floricienta, et plus tard un rôle de premier plan dans la telenovela Casi ángeles, produite et créée par Cris Morena. Ce dernier rôle a augmenté sa popularité en Amérique latine, en Europe et en Israël.
De 2007 à 2012, elle fait partie du groupe argentin teen pop et latino Teen Angels, dont le premier album Teen Angels sort en 2007. Le groupe a connu un succès international, mais d'abord seulement en Argentine, Israël, Espagne, Chili et Uruguay. Lali Espósito a également participé à la bande originale de Rincón de luz, Floricienta et Chiquititas. En 2011, elle a joué dans la série Cuando me sonreís. En 2012 elle joue au théâtre dans Les Sorcières de Salem où elle interprète le rôle d'Abigail Williams ; elle fait ses débuts au cinéma avec le film La pelea de mi vida en 2012. En 2012, à la suite de la séparation du groupe Teen Angels, elle a annoncé dans une twitcam en 2013 qu'elle allait lancer son premier album en tant qu'artiste solo : A bailar, dont le premier single est A bailar, suivi par Asesina et Del otro lado.

## Biographie
Lali Esposito est née le 10 octobre 1991 à Buenos Aires, Carlos Esposito et Maria José Riera sont ses parents, elle a une sœur aînée Ana Laura avec qui elle a cinq ans d'écart, et un frère plus âgé d'un an. Patricio. Lali Espósito a vécu son enfance à Parque Patricios (Buenos Aires) et son adolescence à Banfield (Buenos Aires). Son surnom Lali vient du fait que son frère ne savait pas prononcer son prénom correctement. Elle vit dans le quartier de Palermo (Buenos Aires). Après s'être trompée de file pour un casting, elle s'est retrouvée dans les mains de Cris Morena qui la prend sous ses ailes.

### 2003-2007: débuts avec Cris Morena
En 1998, Lali Espósito est entrée dans le monde du divertissement avec le programme de télévision Caramelito y vos, quand elle avait à peine six ans. Son premier rôle est venu en 2003, la mettant en vedette dans le feuilleton populaire produite par Cris Morena, Rincón de luz, dans le rôle de Malena Coco Cabrera, un an plus tard elle a pris part au feuilleton Floricienta produit et créé par Cris Morena, dans le rôle de Roberta, les rôles reprendront également dans les adaptations scéniques de deux telenovelas, respectivement en 2003 et en 2004-2005.
En 2006, elle joue le rôle d'Agustina Ross dans Chiquititas sin fin, un célèbre feuilleton pour les enfants en Argentine, en participant à l'adaptation théâtrale de la série. Lali Espósito prend part également aux bandes originales de Rincón de Luz, Floricienta et Chiquititas.

### 2007-2012: succès mondial avec Teen Angels et la sérieCasi ángeles
En 2007, elle a obtenu son premier rôle à la télévision en tant que interprète de Marianella Mar Talarico Rinaldi dans la série Casi ángeles, créée par Cris Morena et produit par Cris Morena Group. La série est un véritable phénomène et devient rapidement l'une des séries préférées des adolescents en Amérique latine, Israël, Mexique, Grèce, Ukraine, Italie, Bolivie et Colombie. La série est diffusée de 2007 à 2010, avec 579 épisodes et a remporté trois Martín Fierro Awards, Prix Clarín 3 et Choice Awards Argentine.
En Italie, la série a été diffusée par les chaînes pour enfants Cartoon Network et Boing même si elle est transmise avec de nombreuses coupures (censure) durant la saison 2 en raison de la présence de certaines scènes jugées trop violentes pour un public d'enfants.
De 2007 à 2012, elle fait partie du groupe Teen Angels. Le groupe a conquis toute l'Amérique latine, l'Europe, Israël, l'Ukraine, la Grèce et la Macédoine.
Malgré la fin de la série et le fait que María Eugenia Suarez quitte le groupe, le groupe a indiqué en 2010 qu'il continuerait à faire de la musique avec Rocío Igarzábal.
D'août à décembre 2011, Lali Espósito participe en tant Milagros Mili Rivas, dans la telenovela Cuando me sonreís diffusé sur Telefe, avec Facundo Arana, Julieta Díaz et Benjamín Rojas, un ancien collègue de Floricienta.
En 2012, le groupe est divisé en raison de défaillances, et obligé de conclure l'aventure avec un concert final à Cordoue le 8 octobre 2012, et avec le film de concert en 3D Teen Angels El Adiós, publié en 2013. Au cours de leurs activités, ils ont publié six albums, dont cinq ont été disques de platine ; ils ont remporté une médaille d'or en Argentine. Ils étaient également sponsorisés par de nombreuses entreprises, y compris Coca-Cola. Le groupe a remporté un Clarín Awards, Choice Awards Argentine pour enfants, deux 40 Principales España et Quiero prix ; et nommé trois fois pour Premios Carlos Gardel.

### 2013-2014: débuts en solo après Teen Angels

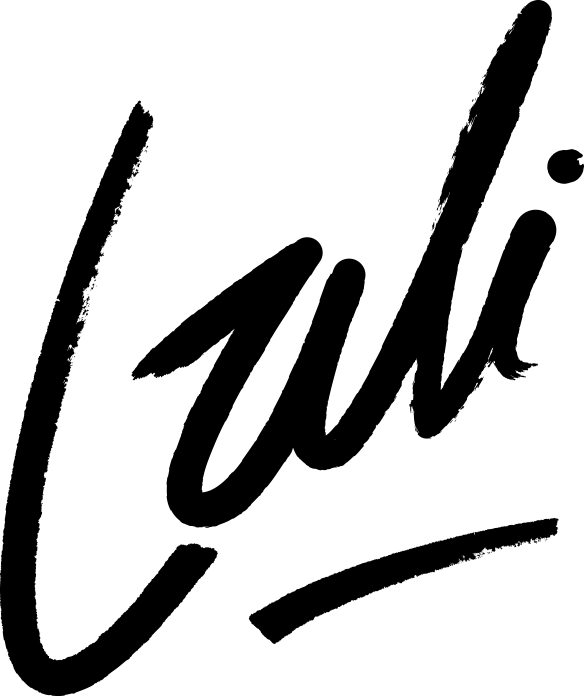
Le logo de Lali Espósito.

En janvier 2013, Lali Espósito a joué dans la série produite par Pol-ka Solamente vos (« Seulement toi »), avec Adrián Suar et Natalia Oreiro, dans le rôle de Daniela Cousteau, l'un des personnages principaux de la série. Dans une twitcam du 5 juillet 2013, Lali Espósito a dit que, après avoir passé 5 ans avec les Teen Angels, elle a décidé de poursuivre une carrière solo avec un album, appelé A bailar. Lorsqu'on lui a demandé le genre de l'album, elle a cité le genre de danse avec des influences hip-hop. Le premier single est A bailar, publié en téléchargement numérique sur son site internet le 5 août 2013, causant l'effondrement du site. Le 2 septembre 2013, Lali Espósito présente deux autres chansons, Asesina et Del otro lado à La Trastienda[Où ?]. A bailar reçoit en quelques jours plus de 100 000 vues sur YouTube et le single entre dans le top 20 d'iTunes Latino, iTunes Italie et Israël iTunes. Le 15 mars 2014, elle a participé au Festival de musique de Caserte, à Palamaggio. En mai 2014, le film A los 40 a été diffusé, film produit au Pérou en 2013. En 2014, elle entreprend une tournée de promotion, A Bailar Tour, qui passe par l'Argentine, l'Uruguay, l'Espagne (Madrid) et l'Italie (Rome). Les deux derniers concerts en Europe sont à guichets fermés. Elle fait aussi la première partie du concert de Ricky Martin devant plus de 80 000 personnes en 2014.

### 2015: succès en solo et Esperanza Mía
En janvier 2015 commence le tournage de Esperanza Mía dont elle joue le rôle principal aux côtés de l'acteur Mariano Martínez. Une semaine avant que le premier épisode soit diffusé, un concert a été donné Place de La Plata afin d'y présenter la série (à l'occasion quelques chansons dérivées de la série ont été chantées), la série a été diffusée à partir du 6 avril 2015 et rencontre un succès grandiose qui donnera lieu à une tournée de concert en Argentine, alternant aussi avec la tournée A bailar Tour, qui continue au vu du succès qu'il rencontre lui aussi. Sur sa carrière solo en détail, en janvier 2015 grâce au contrat signé en décembre 2014 pour la maison de disque Sony Argentina, Lali Espósito obtient sa chaîne VEVO, diffusant en premier lieu la vidéo de Del Otro Lado, dont le clip-vidéo sera diffusé 3 mois plus tard le 10 mars. Sept mois plus tard le clip de Histeria est diffusé le 11 septembre et totalise 300 000 vues sur VEVO en moins de 24h, en faisant le vidéoclip le plus vu en moins de 24h en Argentine. En deux jours, elle totalise un demi-million et en moins d'une semaine, Histeria atteint le million de vues. Vers novembre-décembre, elle annonce que son second album sortira en mai 2016 et qu'un single devrait venir bien avant ça ; et que l'année suivante elle ne fera pas de télévision et se concentrera sur sa carrière musicale. Fin décembre, se termine le tournage d'Esperanza Mía et sont mises en vente, des places pour les deux derniers concerts de l'A bailar Tour.

### 2016-2017: continuation de sa carrière musicale
En janvier 2016, après dix jours de vacances, Lali Espósito continue la série de concerts de l'A bailar Tour et commence en février le tournage de Permitidos, un film où elle interprétera en rôle principal Camila aux côtés de l'acteur Martin Piroyansky. Un trailer du film Me casé con un boludo sort, annonçant que Lali Espósito sera dans le film. Vers début mars, elle annonce son single Unico sur Twitter où on peut voir un extrait de dix secondes (elle avait déjà posté un avant-goût de la chanson sur Instagram un mois avant mais en ne donnant pas plus d'information). Les deux derniers concerts au Luna Park signeront la fin de lA bailar Tour et de l'ère dA bailar, durant ces deux derniers concerts, elle a chanté un cover de Lean On et a interprété pour la première fois son nouveau titre, Unico, dont la vidéo est sortie deux jours plus tard. Lali Espósito a également finalisé sa tournée en réalisant deux concerts au Chili et deux en Israël (les premières places du seul concert qu'il devait avoir dans ce pays ont été vendues très rapidement donc un deuxième concert a été organisé au vu du succès du premier). Le 20 mai 2016, son deuxième album studio, Soy, sort et devient en à peine 3h disque d'or en Argentine (avec plus de 20 000 ventes au total). À l'occasion de sa sortie, Sony avait organisé un concours par tirage au sort afin de gagner des places pour assister à une sorte d'exposition[Quoi ?] sur l'album Soy (qui s'était passée le jour de la sortie de l'album). Plus de 1 000 personnes assisteront à cet événement. Le 1er juillet, sort le vidéoclip de Soy. Deux mois plus tard, le vidéoclip de Boomerang sort, un vidéoclip très parodique parlant des gens qui critiquent en général. Le 14 décembre 2016, sort le vidéoclip Ego, qui rencontrera un succès quasi semblable à celui de Histeria puisqu’en l'espace de deux jours, le vidéoclip atteint déjà 1 million de vues.
En février 2017, le vidéoclip de Roma-Bangkok en featuring avec Baby K sort en version espagnole et est une reprise du tube italien de l'été 2016 de Baby K et Giusy Ferreri. En novembre 2017, elle surprend ses fans avec son vidéo-clip lesbien Tu novia (« ta petite amie »). En août 2018 , elle fait une nouvelle chanson avec Mau y Ricky (Lali Espósito avait déjà fait le remix de Mi mala avec Mau y Ricky, Karol G, Leslie Grace et Becky G) le 23 août 2018, elle sort le clip Sin querer queriendo en duo avec Mau y Ricky.

### 2023: Dernier saison deSky Rojoet nouvel albumLALI
En janvier 2023, Lali Espósito est au casting de la 3e et dernière saison de Sky Rojo sur Netflix. Quelques mois plus tard et après avoir sorti plusieurs singles parmi lesquels Disciplina ou encore N5, elle publie son cinquième album : un projet éponyme simplement nommé LALI. Paru le 13 avril 2023, ce nouvel album est inspiré par les icônes de son enfance. Elle y fait notamment des clins d'oeil à Britney Spears ou encore Karol G avec les pistes Obsesion et KO. 

## Filmographie

### Télévision
- 2003 : Rincón de luz : Malena Coco Cabrera
- 2004-2005 : Floricienta : Roberta Espinosa
- 2006 : Chiquititas sin fin : Agustina Ross
- 2007-2010 : Casi ángeles : Marianella Mar Talarico Rinaldi
- 2011 : Cuando me sonreís : Milagros Mili Rivas
- 2012 : Dulce amor : Ana (caméo)
- 2013-2014 : Solamente vos : Daniela Cousteau
- 2015-2016 : Esperanza mía : Julia Esperanza Correa Albarracin
- 2021 : Sky Rojo : Wendy
- 2021 : El fin del amor[4] : Tamara Tenenbaum

### Cinéma
- 2012 : La pelea de mi vida : Belén Estévez
- 2013 : Teen Angels : El Adiós : elle-même
- 2014 : A los 40 : Melissa
- 2016 : Me casé con un boludo : caméo
- 2016 : Permitidos : Camila
- 2018 : Acusada : Dolores Dreier

## Théâtre
- 2003 : Rincón de luz : Malena Coco Cabrera
- 2004-2005 : Floricienta : Roberta Espinosa
- 2006 : Chiquititas sin fin : Agustina Ross
- 2007-2010 : Casi ángeles : Marianella Mar Talarico Rinaldi
- 2011-2012 : Teen Angels : elle-même
- 2012 : Las brujas de Salem : Abigail Williams
- 2014 : Casi normales : participation spéciale
- 2015 : Esperanza mía : Julia Esperanza Correa Albarracín

## Discographie
| Date de Sortie | Titre                      | Certifications           |
| -------------- | -------------------------- | ------------------------ |
| 2007           | Teen Angels                | Disque de platine        |
| 2008           | Teen Angels II             | Double disque de platine |
| 2009           | Teen Angels III            | Disque de platine        |
| 2010           | Teen Angels IV             | Disque de platine        |
| 2010           | Teen Angels : La Historia  | N/A                      |
| 2011           | Teen Angels V              | Disque d'or              |
| 2012           | Teen Angels : La Despedida | N/A                      |
| 2014           | A bailar                   | Disque d'or              |
| 2016           | Soy                        | Disque d'or              |
| 2018           | Brava                      | Disque d'or              |
| 2020           | Libra                      |                          |

Son disque Soy sorti le 20 mai 2016, a été disque d'or dès le jour de sa sortie, en raison du grand nombre de pré-commandes en Argentine et dans le monde entier.

## Tournées
Avec Teen Angels
- 2008-2010 : Tour Casí ángeles et Teen Angels ;
- 2011 : Tour Teen Angels ;
- 2012 : Tour El adiós.

En solo
- 2014-2016 : A bailar Tour ;
- 2016-2017 : Soy Tour (8 septembre au 17 juin) ;
- 2018-2019 : Brava Tour (23 août au 7 novembre).